# 鄭金枝

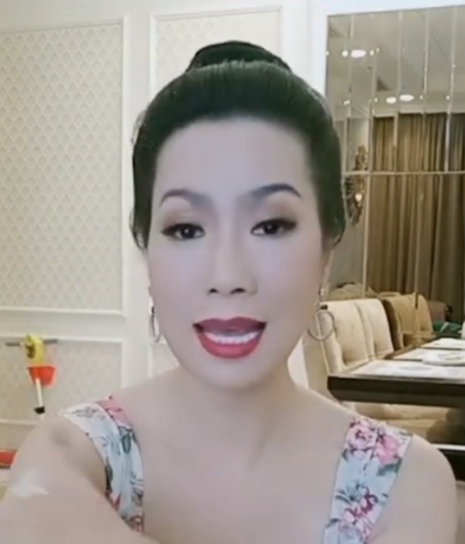
鄭金枝

鄭金枝（1972年—），越南模特，演员，电视主持人。1994年越南小姐选美比赛亚军。

## 婚姻生活
2000年9月与越裔武镇方（越南语：Võ Trấn Phương）结婚，有一个女儿。

## 主持节目
- ANTV电视台节目《Nhịp sống gia đình》每周六上午11点播出

## 作品
- 戏剧《Giải oan Thị Mầu》 饰演氏敬